# Gregor Rosenbauer

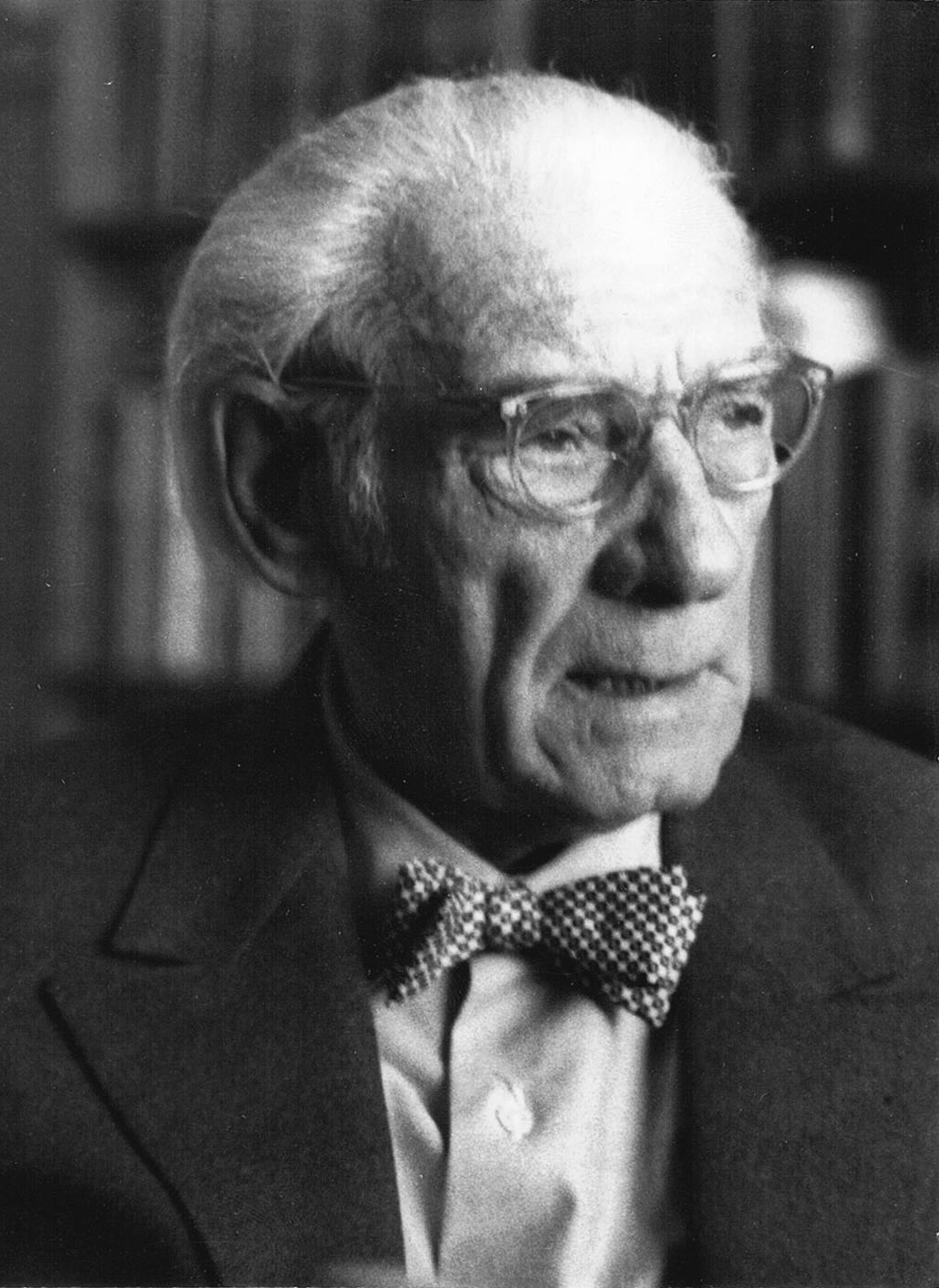
Gregor Rosenbauer (1966)

Gregor Rosenbauer (* 18. Dezember 1890 in Limburg an der Lahn; † 27. Juni 1966 in Tutzing) war ein deutscher Architekt, Grafiker, Kunstpädagoge und Mitglied des Deutschen Werkbundes. Als Atelierchef bei Peter Behrens bekam er bald einen Lehrauftrag an der Meisterschule für Architektur an der Akademie der bildenden Künste Wien und übernahm später auf Wunsch von Hermann Muthesius die Leitung der Kunstgewerbeschule Stettin, die er nach Leitgedanken des Deutschen Werkbundes umgestaltete und „Werkschule für gestaltende Arbeit“ nannte. Er war Mitbegründer der Künstlergruppe Das Neue Pommern.

## Leben

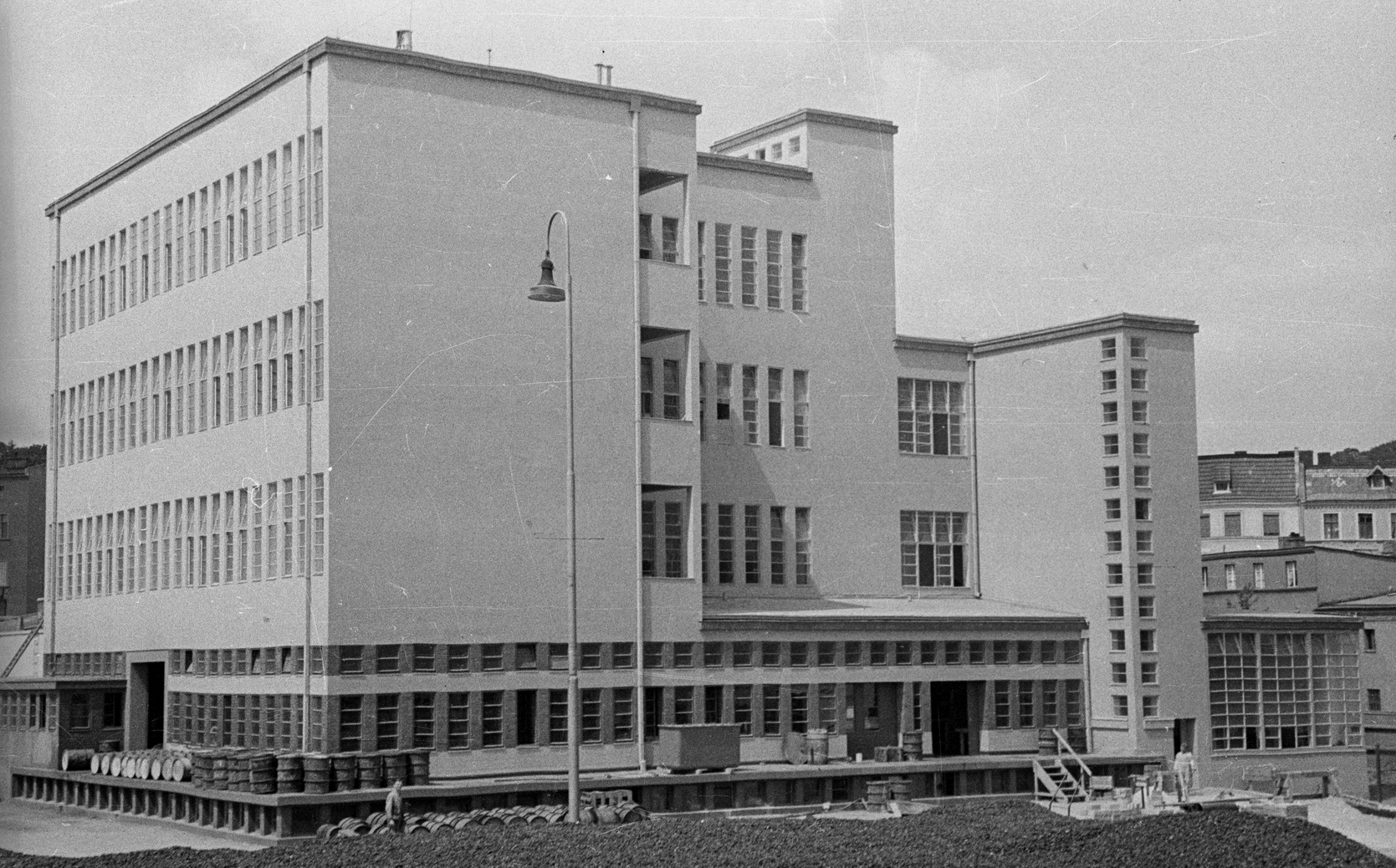
Stettiner Oelwerke 1937

Rosenbauer war der Sohn eines Schreinermeisters und Möbelfabrikanten in Limburg. Schon während zweier Semester an der Technischen Hochschule Darmstadt 1907–1908 veröffentlichte er Zeichnungen in der Zeitschrift Der Innenausbau. 1909–1911 besuchte er die Kunstgewerbeschule Frankfurt a. M. als persönlicher Schüler des Direktors und Landeskonservators Ferdinand Luthmer.
Die ersten Jahre als angestellter Architekt führten ihn 1911–1912 zu Hans Roß, Architekt BDA in Neumünster-Kiel, und 1913–1914 zu Henry Grell, Architekt BDA in Hamburg. 1912 war Rosenbauer Preisträger beim Wettbewerb des Werdandi-Bundes.  Seine Wohnhäuser waren auf der Internationalen Baufach-Ausstellung 1913 in Leipzig zu sehen.
Am Ersten Weltkrieg 1914–1918 nahm Rosenbauer als Leutnant teil.
1919–1923 war Rosenbauer Atelierchef bei Peter Behrens in Neubabelsberg und Leiter der Baubüros in Wien, München, Oberhausen. Dort war er u. a. verantwortlich für die Beamtensiedlung Othmarschen der Deutschen Werft Hamburg, das Technische Verwaltungsgebäude der Farbwerke Hoechst in Frankfurt, den Entwurf des Verwaltungsgebäudes der Rombacher Hütte Oberhausen und den Ausstellungsbau Dombauhütte auf der Deutschen Gewerbeschau München.
1922 wurde Rosenbauer Assistent von Peter Behrens an der Meisterschule für Architektur an der Akademie der bildenden Künste Wien, einen eigenen Lehrauftrag hatte er dort von 1922 bis 1923.
1923 wurde Rosenbauer, auf Vorschlag von Hermann Muthesius an die Städtische Handwerker- und Kunstgewerbeschule in Stettin als Direktor und gleichzeitig als Leiter der Architekturabteilung berufen. Von der Einrichtung einer Klasse für Innenarchitektur und von der Einstellung eines Architekten als Direktor hatte Muthesius die Einstufung der Schule in einen höheren Rang abhängig gemacht. Wie er wollte auch Walter Riezler, der Direktor des Stettiner Stadtmuseums, die Wiederbelebung des Handwerks zum vollwertigen Zweig der Kunst. 1927 schrieb Riezler in einem programmatischen Aufsatz, es sei sehr wichtig, „eine bedeutende künstlerische Persönlichkeit für die Leitung der Schule zu gewinnen, und zwar wird es in der Regel doch wohl am besten ein schöpferischer Künstler sein, der nicht nur als Lehrer und Leiter der Schule tätig ist, sondern auch mit eigenen Arbeiten hervortritt.“
Nach der Einstellung mehrerer neuer Lehrkräfte, darunter Kurt Schwerdtfeger und Else Mögelin, war 1930 der Umzug der Schule in einen Neubau, konzipiert von Rosenbauer und entworfen vom Stettiner Stadtbaurat Karl Weishaupt, ein Meilenstein in der Entwicklung. Die Schule, die ihren Ursprung in der 1906 von Carl Christian Schmidt gegründeten privaten „Kunst und Kunstgewerbeschule“ hatte, nannte sich nun „Werkschule für gestaltende Arbeit (Kunstgewerbeschule)“. Als Lehrer kamen noch Vincent Weber und Johannes Itten als Gastdozent hinzu.
Währenddessen trat Rosenbauer immer wieder auch mit eigenen Arbeiten hervor, bis 1925 leitete er zudem weiterhin das Atelier von Peter Behrens in Neubabelsberg. 1930 war er Mitbegründer der Künstlergruppe Das Neue Pommern.
Am 1. April 1934 wurde Rosenbauer als Direktor der Werkschule zwangsweise in den Ruhestand versetzt. Bis zum Zweiten Weltkrieg konnte er als freischaffender Architekt noch einige Projekte realisieren. 1939–1943 leistete er seinen Wehrdienst in Stargard, durch einen Fliegerangriff wurden seine Wohnung und sein Atelier in Stettin zerstört.
Am Kriegsende zunächst in Limburg an der Lahn, lebte Rosenbauer, seit 1943 verheiratet, ab 1952 ständig mit seiner Familie in Nonnenhorn am Bodensee, ab 1961 in Tutzing am Starnberger See. Neben mehreren Kirchenentwürfen und der Gestaltung der Ravensburger Internationalen Ausstellung für christliche Kunst entstand nun eine Vielzahl von Zeichnungen und Linolschnitten, häufig zu landschaftlichen oder philosophisch-religiösen Themen.
Gregor Rosenbauer ist auf dem Neuen Friedhof in Tutzing bestattet, sein Nachlass wurde von der Familie 2012 an das Architekturmuseum der Technischen Universität München übergeben.

## Schüler
- Mac Zimmermann

## Bauten und Entwürfe
- 1926: Kriegerehrung Maszewo (Massow)
- 1926: Einfamilienhaus Ohly, Stettin
- 1927: Ausbau des alten Landeshauses Stettin als Landesmuseum
- 1928: Einfamilienhäuser: Lüht, Saltzwedel, Stettin
- 1928: Sämtliche Ausstellungsbauten Die Gesundheitspflege in Stettin und Umgestaltung des Städtischen Messegeländes
- 1934–1936: Härtungsanlage Oelwerke Züllchow-Pommern, Gestaltung des Fabrikhofes, Arbeiterwasch- und Aufenthaltsräume
- 1935: Parkanlage Gut Seefeld in Pommern
- 1935: Einfamilienhäuser: Leclair, Toepffer in Stettin
- 1935: Siedlungsreihenhäuser Marchandstraße, Stettin
- 1936–1937: Extraktionsanlage der Stettiner Oelwerke
- 1936: Umgestaltung verschiedener Säle und Zimmer der alten Börse Stettin
- 1936: Umbau Pommersche Bank Swinemünde
- 1936–1937: Neubau Pommersche Bank Köslin
- 1939: Entwurf Kesselhaus Stettiner Oelwerke
- 1948: Architektonische Ausgestaltung der Internationalen Ausstellung für kirchliche Kunst, Ravensburg/Wttbg.